# Carol Duarte
Pour les articles homonymes, voir Duarte.
Carol Duarte, née le 10 juillet 1991 à São Paulo (État de São Paulo), est une actrice de cinéma, de télévision et de théâtre brésilienne.

## Biographie
Fille de Maria Ivete da Cunha Duarte et de Romeu Duarte, Caroline da Cunha Duarte est née en 1991 dans la ville de São Paulo, mais a vécu la majeure partie de sa scolarité dans la ville de São Bernardo do Campo. À l'âge de quinze ans, elle a commencé ses études de théâtre dans des ateliers proposés par les mairies de la région ABC Paulista. Après un bref passage par la SP Escola de Teatro, elle est approuvée en 2012 à l'Escola de Arte Dramática de l'Université de São Paulo.
En 2014, elle entame une relation, qu'elle maintient jusqu'à aujourd'hui, avec l'éditrice Aline Klein.
Carol a fait ses débuts à la télévision dans A Força do Querer en 2017, où elle a joué le rôle d'Ivana Garcia, qui découvre qu'elle est transsexuelle tout au long de l'intrigue. Sa prestation a été saluée par la critique et le public, ce qui a valu à l'actrice une popularité nationale. Pour sa prestation, elle a reçu une nomination au Prêmio APCA de la meilleure actrice de télévision et a remporté plusieurs prix de la révélation féminine.
Elle est à nouveau reconnue en 2019 pour sa prestation primée dans le film La Vie invisible d'Eurídice Gusmão, où elle joue la protagoniste partageant un personnage avec Fernanda Montenegro. Carol reçoit les éloges de la critique spécialisée et se voit décerner le prix APCA de la meilleure actrice de cinéma et le prix Platino de la meilleure actrice (es). Elle reçoit également une nomination de l'Academia Brasileña de Cine (es) pour le Grande Prêmio do Cinema Brasileiro de la meilleure actrice (pt) et une nomination de la critique pour le prix Guarani de la meilleure révélation (pt).

## Filmographie non exhaustive
- 2017 : A Força do Querer, telenovela créée par Glória Perez : Ivana García / Iván García
- 2018 : O Sétimo Guardião, telenovela créée par Aguinaldo Silva : Stefânia
- 2019 : La Vie invisible d'Eurídice Gusmão (A Vida Invisível) de Karim Aïnouz : Eurídice Gusmão jeune
- 2023 : La Chimère (La chimera) d'Alice Rohrwacher